# Des Geraghty
Desmond „Des“ Geraghty (* 27. Oktober 1943 in Dublin) ist ein irischer Politiker und war von 1992 bis 1994 Mitglied des Europäischen Parlaments. 
Des Geraghty war zunächst Mitglied der Workers Party und versuchte bereits bei der Europawahl 1984, Mitglied des Europäischen Parlaments zu werden. Geraghty wurde 1991 Generalsekretär der Workers Party. Als die Partei sich spaltete, blieb er Generalsekretär der Democratic Left. 
Als Proinsias De Rossa sein Mandat im Europäischen jedoch 1992 niederlegte, rückte Des Geraghty nach. 1994 trat er bei der Europawahlen nicht mehr an. 
1997 wurde er zum Vizepräsidenten der SIPTU, einer irischen Dienstleistungsgewerkschaft, 1999 zum Präsidenten gewählt. Dort blieb er bis 2003 im Amt. 
2002 versuchte er, für die Irish Labour Party einen Senatssitz auf der Arbeitnehmerliste zu erreichen. Der Versuch blieb erfolglos.
Seit den 1990er Jahren war Geraghty auch als Autor tätig.